# Богданов, Илья Игоревич
Илья́ И́горевич Богда́нов (род. 10 декабря 1977, Пермь) — доцент кафедры высшей математики МФТИ, кандидат физико-математических наук (2004), известный деятель олимпиадного движения для школьников по физике и математике, соавтор ряда учебных пособий и статей по данному направлению. Лауреат Премии Правительства РФ в области образования (2010).

## Биография
Четырёхкратный призёр Всероссийской олимпиады школьников по математике.
Окончил механико-математический факультет МГУ в 2000 г.
В 2004 г. под рук. к.ф.м.н. В. Т. Маркова защитил в МГУ диссертацию «Полиномиальные соотношения в полукольцах» на степень кандидата физико-математических наук (01.01.06).
Преподаёт на кафедре высшей математики МФТИ, доцент. Ведёт курсы аналитическая геометрия, линейная алгебра, математический анализ и др.
Продолжает научную деятельность, в том числе в качестве с.н.с. Лаборатории дискретной и вычислительной геометрии Ярославского государственного университета.
Илья Игоревич много внимания уделяет олимпиадному движению школьников в физико-математических науках:
- сотрудник Лаборатории МФТИ по работе с одарёнными детьми;
- член предметно-методической комиссии и жюри Всероссийской олимпиады школьников по математике;
- регулярный член Задачного комитета Международной олимпиады по математике[4];
- автор и соавтор ряда учебных пособий для участников олимпиад по математике и статей по данному направлению (см. библиографию).

## Награды и премии
- В 2010 году удостоен (совм. с Н. А. Агахановым, Д. А. Александровым, П. А. Кожевниковым, С. М. Козелом, О. К. Подлипским, Ю. А. Самарским, В. П. Слободяниным, Д. А. Терёшиным) премии Правительства Российской Федерации в области образования за научно-практическую разработку «Система развития всероссийских предметных олимпиад школьников, отбора и подготовки национальных сборных команд России на международные олимпиады по физике и математике»[3].

### Книги и брошюры
- Всероссийские олимпиады школьников по математике 1993—2006 / Агаханов Н. Х., Богданов И. И., Кожевников П. А.. М.: МЦНМО, 2007. 472 с. Вып. 3000 шт. ISBN 978-5-94057-262-6.
- Всероссийские олимпиады школьников по математике, 1993—2009 : заключительные этапы : [12+] / Н. Х. Агаханов, И. И. Богданов, П. А. Кожевников [и др.] ; под ред. Н. Х. Агаханова. Изд-во М.: МЦНМО.
  - Изд. 4-е, стер. — М., 2017. — 548 с. : ил.; 22 см; ISBN 978-5-4439-2541-7 : 2000 экз.
  - Изд. 5-е, стер. — М., 2020. — 548 с. : ил., табл.; 22 см; ISBN 978-5-4439-4089-2 : 2000 экз.
- Математика. Всероссийские олимпиады. Вып. 1 / Н. Х. Агаханов, Д. А. Терёшин, О. К. Подлипский, П. А. Кожевников, И. И. Богданов. — Москва : Просвещение, 2008. — 192 с.; Вып. 10000 шт. ISBN 978-5-09-017182-3.
- Математика. Областные олимпиады. 8-11 классы. / Н. Х. Агаханов, И. И. Богданов, П. А. Кожевников. М.: Просвещение, 2010. 239 с. ISBN 978-5-09-018999-6.

### Диссертация
- Богданов, Илья Игоревич. Полиномиальные соотношения в полукольцах : диссертация … кандидата физико-математических наук : 01.01.06. — Москва, 2004. — 72 с.[5]
- Автореферат дисс. И. И. Богданова

## Учебные курсы в сети
- Богданов И. И. и его курсы // ЗФТШ МФТИ